# Spartina
Spartines
Genre
Classification phylogénétique
Spartina est un genre de plantes halophytes, les spartines, de la famille des Poaceae.

## Liste d'espèces
- Spartina alterniflora Loisel. -- Spartine à feuilles alternes
- Spartina anglica C.E. Hubbard -- Spartine anglaise
- Spartina arundinacea (Thouars) Carmich., 1819
- Spartina bakeri Merr.
- Spartina ×caespitosa A.A. Eat. (pro sp.)
- Spartina cynosuroides (L.) Roth
- Spartina densiflora Brongn.
- Spartina foliosa Trin.
- Spartina gracilis Trin.
- Spartina maritima (M.A. Curtis) Fern. -- Spartine maritime
- Spartina patens (Ait.) Muhl.
- Spartina pectinata Bosc ex Link
- Spartina spartinae (Trin.) Merr. ex A.S. Hitchc.
- Spartina ×townsendii H. & J. Groves -- Spartine de Townsend (hybride de Spartina maritima et Spartina alterniflora)